# Konsulat Litwy w Wilnie
Konsulat Generalny Republiki Litewskiej w Wilnie – litewski urząd konsularny utworzony na podstawie wymiany not w 1939 roku.
Po polskim ultimatum w marcu 1938 roku nawiązane zostały stosunki dyplomatyczne między Polską i Republiką Litewską. W ramach normalizacji stosunków na podstawie wymiany not z 25 stycznia następnego roku utworzono Konsulat Generalny Republiki Litewskiej w Wilnie.
Zgodnie z przedstawionymi listami komisyjnymi 22 sierpnia 1939 roku pierwszym konsulem generalnym Republiki Litewskiej w Wilnie został dr Antanas Trimakas. Data nawiązania stosunków dyplomatycznych w 1938 roku stanowi ostateczne uznanie istniejącej granicy polsko-litewskiej i przynależności państwowej Wilna i Wileńszczyzny przez Republikę Litewską.

## Kierownicy urzędu
- 1939 – Antanas Trimakas

## Siedziba
Konsulat mieścił się na I p. w hotelu „Georges” w al. Mickiewicza 20 (ob. al. Giedymina). 